# Agenzia di stampa Ceca

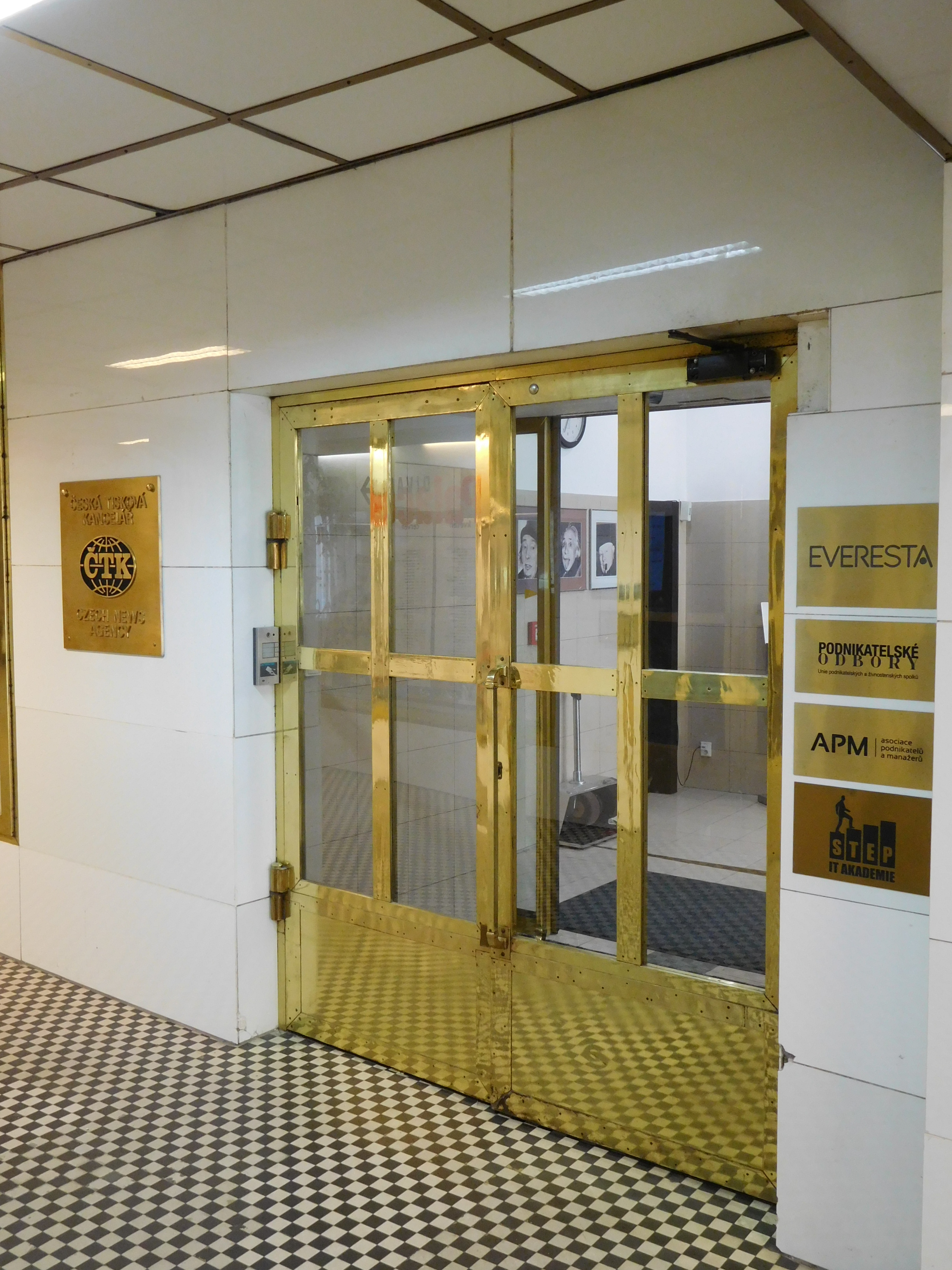
Quartier generale a Praga

L'Agenzia di stampa Ceca (in ceco Česká tisková kancelář, comunemente indicata con la sigla: "ČTK" o "CTK") è l'agenzia d'informazione nazionale della Repubblica Ceca.

## Storia
Fu fondata nel 1918 come Agenzia di stampa Cecoslovacca. Dopo la separazione dello stato federale nel 1992, fu costituita (dalla legge numero 517/1992 “Sulla ČTK”) come organizzazione continuatrice e dallo stesso anno funziona come istituzione di diritto pubblico. L'organo di sorveglianza è il consiglio della ČTK, eletto dal parlamento ceco.
Dal 1948 fino al novembre 1989 e il crollo del regime totalitario, l'agenzia fu uno strumento della propaganda e fu subordinata alla censura del partito comunista (KSČ). Al presente la ČTK è politicamente ed economicamente indipendente. Dal 1996 non viene finanziata con fondi pubblici e neanche dalle tasse dei concessionari. La sua fonte principale di redditi è diventata l'attività commerciale.

## Struttura ed attività
Dopo una ristrutturazione causata dalla crisi economica, l'organizzazione impiega (1.1.2015) 273 dipendenti, inclusi 194 lavoratori della redazione (cronisti, fotografi, corrispondenti, editori). L'azienda ha una rete di 14 filiali regionali. La parte più cospicua del servizio è costituita delle notizie testuali (in media 700 al giorno), ma produce anche servizi fotografici, sonori o video. 
In base ad accordi di collaborazione la ČTK adatta e pubblica notizie delle maggiori agenzie del mondo come Reuters, AFP, AP, ITAR-TASS, DPA, ANSA o EFE.
La ČTK è al presente l'unica agenzia di informazione della Repubblica Ceca.